# Pterostichus tuberculofemoratus
Pterostichus tuberculofemoratus är en skalbaggsart som beskrevs av Hatch. Pterostichus tuberculofemoratus ingår i släktet Pterostichus och familjen jordlöpare. Inga underarter finns listade i Catalogue of Life.